# 吉田多喜男
吉田 多喜男（よしだ たきお、1953年5月17日 - ）は、オフィス北野所属の映画プロデューサー。北野武の初監督映画『その男、凶暴につき』以来、一貫して北野武監督作品ならびにオフィス北野制作映画のプロデュースを担当している。

## 来歴
福島県出身。1975年に勝新太郎が運営する「勝プロダクション」に入社。その後フリーに転身し、助監督として連続テレビドラマなどを中心に活動。映画では大林宣彦監督の『転校生』（1982年）で監督助手、『漂流教室』（1987年）で助監督を務める。
ライトヴィジョンに移籍後、1989年の北野武の初監督映画『その男、凶暴につき』で初めてプロデューサーを担当。続けて、市川準監督作品『つぐみ』（1990年）、『東京兄妹』（1994年）などのプロデュースを行う。
1995年に、オフィス北野社長の森昌行から誘われてオフィス北野に移籍し、現在に至る。『みんな〜やってるか!』(1995年)以降にオフィス北野が制作した映画では、『BROTHER』『座頭市』を除く全ての作品で、森とともにプロデューサーを務める。
◆本項の主な情報出典は下記

## 主な監督作品

### 連続テレビドラマ
- 『婦警さんは魔女』（1983年 助監督）
- 『ぼくたちの疾走』（1984年 助監督）
- 『生徒諸君!』（1987年 助監督）

### 映画
- 『転校生』（1982年 監督助手）
- 『漂流教室』（1987年 助監督）

## プロデュース作品

### 映画
- 『その男、凶暴につき』（1989年 プロデューサー）
- 『3-4X10月』（1990年 プロデューサー）
- 『つぐみ』（1990年 プロデューサー）
- 『あの夏、いちばん静かな海。』（1991年 協力プロデューサー）
- 『ソナチネ』（1993年 プロデューサー）
- 『教祖誕生』（1993年 プロデューサー）
- 『東京兄妹』（1995年 プロデューサー）
- 『みんな〜やってるか!』（1995年 プロデューサー）
- 『キッズ・リターン』（1996年 プロデューサー）
- 『HANA-BI』（1998年 プロデューサー）
- 『生きない』（1998年 プロデューサー）
- 『菊次郎の夏』（1999年 プロデューサー）
- 『BROTHER』（2001年 共同プロデューサー）
- 『Dolls』（2002年 プロデューサー）
- 『チキン・ハート』（2002年 プロデューサー）
- 『座頭市』（2003年 副プロデューサー）
- 『七人の弔』（2005年 プロデューサー）
- 『TAKESHIS'』（2005年 プロデューサー）
- 『BIG RIVER』（2006年 プロデューサー）
- 『監督・ばんざい!』（2007年 プロデューサー）
- 『アキレスと亀』（2008年 プロデューサー）
- 『アウトレイジ』（2010年 プロデューサー）
- 『アウトレイジ ビヨンド』（2012年 プロデューサー）
- 『龍三と七人の子分たち』（2015年 プロデューサー）
- 『愚行録』（2017年 コ・エグゼクティブ・プロデューサー）
- 『アウトレイジ 最終章』（2017年 プロデューサー）